# 英仙座V386
英仙座V386，又名BD+34 773，HD 24809、SAO 56847、HR 1223，是英仙座的一颗恒星，视星等为6.53，位于銀經160.9，銀緯-13.96，其B1900.0坐标为赤經3h 51m 36.6s，赤緯+34° -13.96′ 32″。